# Villa di Curiano
La villa di Curiano è un complesso di edifici storici di Monteroni d'Arbia, situato nell'omonima località.

## Storia
La villa sorse al centro di un piccolo borgo agricolo lun go la via Cassia tra Monteroni e Buonconvento, ed esisteva già nel 1079 quando è citata in alcuni atti notarili. Nel 1290 sono documentati dei lavori per restaurare una fonte in località "Curliano", che era usata come luogo di sosta dai pellegrini lungo la via Francigena. A metà del XIV secolo vi si ricorda addirittura un ospedale/ospizio per i pellegrini, posseduto dai Domenicani di Siena, che l'avevano dotato di alcuni poderi nei dintorni.
A metà del Seicento i religiosi lo cedettero a privati, con la clausola che vi fosse mantenuto l'ospedale, che sopravvisse fino alle soppressioni lorenesi. Si avvicendarono da allora varie famiglie: i Nini, i Bandinelli, i Sergardi, i Mocenni (all'inizio del Novecento), i Collobiano, i Masetti (dal 1954) e infine, per via ereditaria, l'attuale proprietaria, la marchesa Isabella Gaetani di Canossa.

## Descrizione

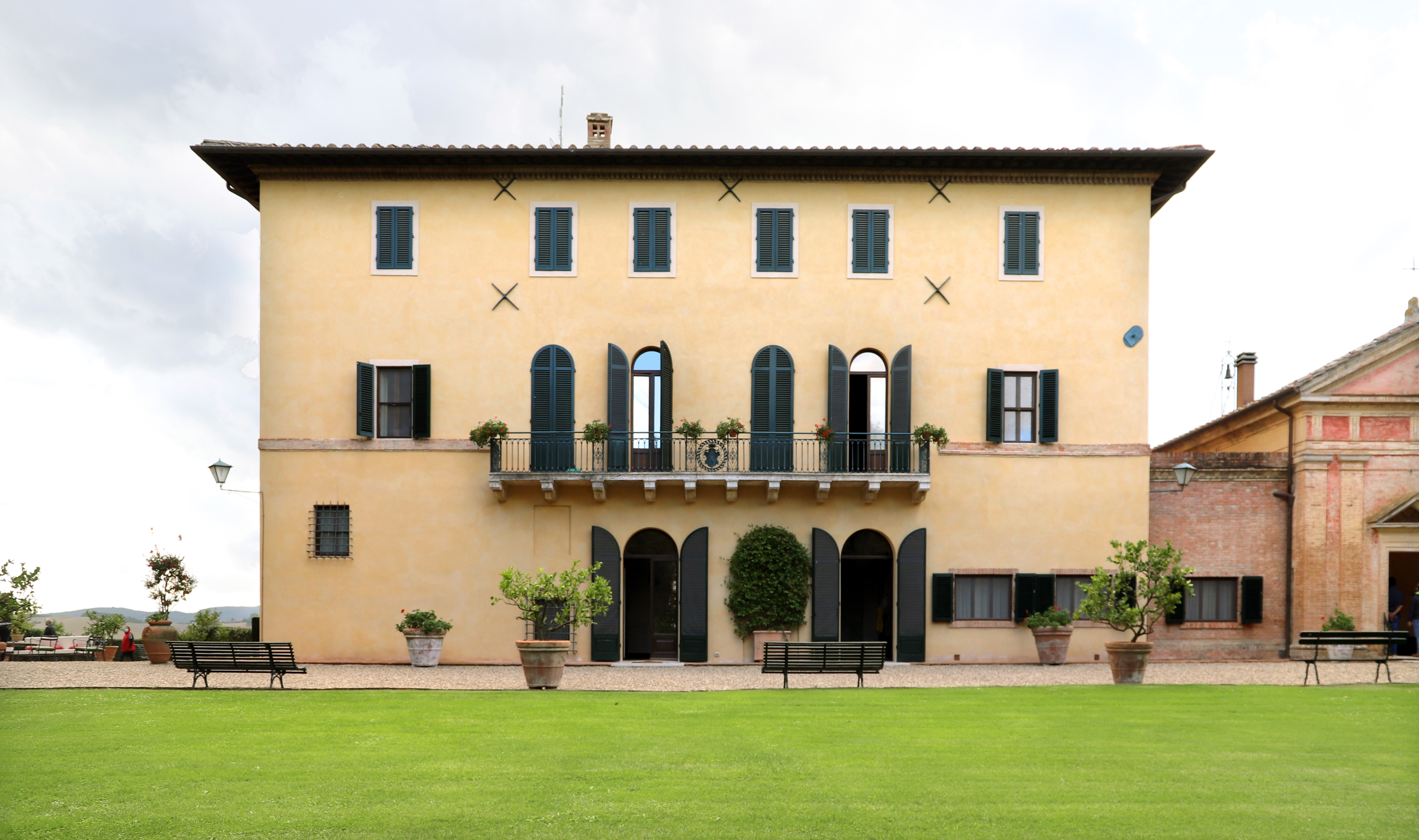
Facciata

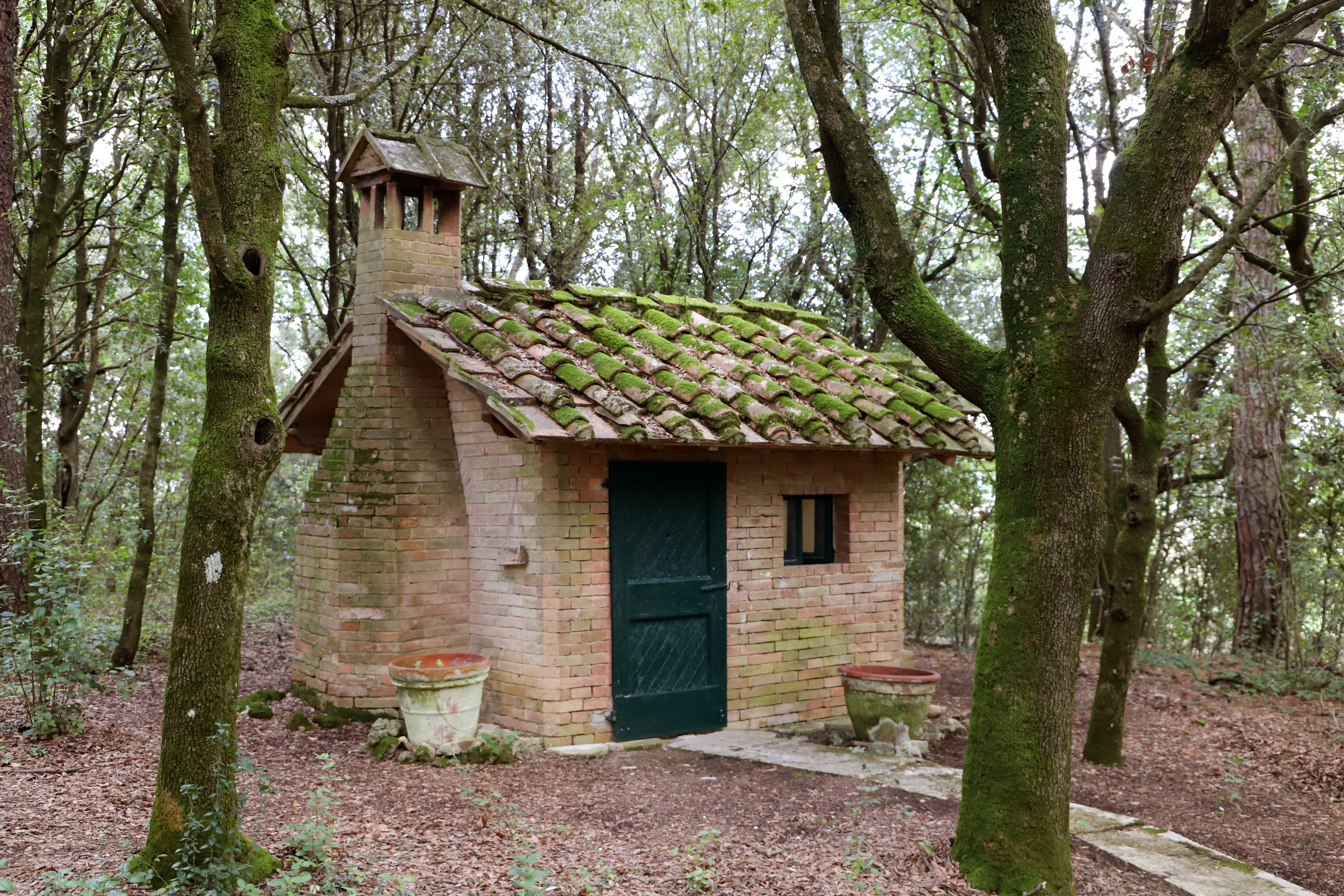
La casetta romantica

Il borgo di Curiano si trova a ridosso dalla via Cassia, con una deviazione di circa 600m lungo un viale abbellito da un doppio filare di alberi. Dopo una serie di edifici a uso agricolo e di abitazioni per i fattori e contadini, si raggiunge la villa vera e propria, separata da un cancello. Essa è composta da quattro corpi di fabbrica disposti a pettine e raccordati da un'unica facciata di gusto neoclassico, con al centro la cappella gentilizia. All'angolo, esposto a nord ed est, si trova l'edificio padronale vero e proprio, che dà su un verzario oggi tenuto per lo più a prato e su un boschetto di lecci, in cui si trova nascosta una casetta sette/ottocentesca, quale arredo di gusto romantico.
Oggi la villa è al centro di un'azienda agricola di circa 400 ettari.